# База Меріме
База Меріме (фр. Base Mérimée) — база Міністерства культури Франції, яка містить перелік архітектурних, ландшафтних та садових пам'яток у Франції . Назва бази походить від французького письменника Проспера Меріме, який з 1834 до 1860 рік був генеральним інспектором ([inspecteur général] Помилка: {{Lang}}: текст вже має курсивний шрифт (допомога)), тобто займав найвищу посаду уповноваженого за збереження пам'яток у Франції.

## Короткий опис
База Меріме була заснована 1978 року. З 1995 року вона розміщена в Інтернеті. База регулярно розширюється та оновлюється. 2005 року вона містила близько 200 000 записів пам'яток культури, з них 42 000 — з реєстру пам'яток історії та 147 000 — з національного реєстру пам'яток Франції ([Inventaire général du patrimoine culturel] Помилка: {{Lang}}: текст вже має курсивний шрифт (допомога)). База охоплює сакральні споруди та світську архітектуру пов'язану з такими галузями, як сільське господарство, освіта, військова справа та промисловість. У базі також представлена архітектура вищих верств суспільства та особливо сади і парки. База даних пропонує доступ до 35 000 ілюстрацій та фотографій. На 13 500  об'єктів представлені детальні досьє.
Доступ до записів можна отримати або через форму пошуку, або через тематичні списки, сортовані за алфавітом. У кожному записі даних вказано назву, місце прозташування, дату ставлення на облік у відомстві захисту пам'яток, а також точний перелік всіх об'єктів пам'ятки, які знаходяться під захистом. Крім того, може бути доступна інформація про те, хто був будівельником, майстром-будівельником чи архітектором та з якої епохи походять будівлі чи ділянки. Записи також нерідко пропонують короткі тексти з історії будівництва та інформацію про права власності, а також посилання на пов'язані з ними записи даних з бази Паліссі, бази даних «рухомих» французьких культурних пам'яток, таких як меблі, картини та церковні скарби .